# Voorteind
Voorteind is een buurtschap in de gemeente Oirschot in de Nederlandse provincie Noord-Brabant. Het ligt iets ten noordwesten van het dorp Middelbeers.